# UTC−3
UTC−3 je vremenska zona.

## Kao standardno vreme (cele godine)
- Surinam
- Francuska Gvajana
- Brazil — severoistočne države:
  - Alagoajs, Amapa, Baija, Seara, Maranjao, Para, Paraiba, Pernambuko, Pjaui, Rio Grandi du Norti, Seržipi, Tokantins
- Argentina — zapadne i južne provincije:
  - Katamarka, Čubut, Huhuj, La Pampa, La Rioha, Mendoza, Neuken, Rio Negro, Salta, San Huan, Santa Kruz, Ognjena Zemlja

## Kao standardno vreme samo zimi (južna hemisfera)
- Brazil — jugoistočne države:
  - Savezni distrikt Brazila, Espiritu Santu, Gojas, Minas Žerais, Parana, Rio de Žaneiro, Rio Grandi du Sul, Santa Katarina, Sao Paulo
- Urugvaj
- Argentina — istočne provincije:
  - Grad Buenos Ajres, Provincija Buenos Ajres, Čako, Kordoba, Korijentes, Entre Rios, Formosa, Misiones, Santa Fe, Santijago del Estero, Tukuman

## Kao standardno vreme samo zimi (severna hemisfera)
Zavisne teritorije:
- Sveti Pjer i Mikelon (Francuska)
- Grenland (Danska) 
  - najveći deo ostrva, uključujući južnu i jugozapadnu obalu (koriste se evropska pravilima letnjem vremenu)

## Kao letnje ukazno vreme (leti na severnoj hemisferi)
Zavisne teritorije:
- Bermuda (UK)
- Grenland (Danska) 
  - severozapadni deo ostrva (koriste se severnoamerička pravila o letnjem vremenu)

AST — Atlantic Standard Time:
- Kanada
  -  Nova Škotska
  -  Nju Branzvik,
  -  Ostrvo Princa Edvarda
  -  Njufaundlend i Labrador — Labrador, osim jugoistočnog kraja

## Kao letnje ukazno vreme (leto na južnoj hemisferi)
- Argentina
  -  San Luis (od marta 2009.[1])
- Brazil
  -  Mato Groso
  -  Mato Groso do Sul
- Čile (kopneni deo)
- Paragvaj

Zavisne teritorije:
- Foklandska ostrva (UK)